# Nornik pirenejski
Nornik pirenejski (Microtus gerbii) – gatunek ssaka z podrodziny karczowników (Arvicolinae) w obrębie rodziny chomikowatych (Cricetidae), występujący w Europie Zachodniej.

## Zasięg występowania
Nornik pirenejski występuje we Francji (w przybliżeniu na zachód od Masywu Centralnego i na południe od rzeki Loara), Andorze oraz północnej i północno-wschodniaj Hiszpanii (od wschodniej Kantabrii po wschodnie Pireneje).

## Taksonomia
Gatunek po raz pierwszy zgodnie z zasadami nazewnictwa binominalnego opisał w 1879 roku francuski zoolog Zéphirin Gerbe nadając mu nazwę Arvicola (Microtus) gerbii. Holotyp pochodził z Dreneuf, w dolnym biegu rzeki Loara, we Francji.
Microtus gerbii należy do podrodzaju Terricola oraz grupy gatunkowej duodecimcostatus. Powszechnie stosowana nazwa gatunkowa gerbei jest nieuzasadnioną poprawką pierwotnej nazwy gerbii. Microtus pyrenaicus to nomen dubium; nie ma pewności, czy jest synonimem M. gerbei, czy jego podgatunkiem. Postawiono hipotezę, że M. gerbii wyewoluował ze środkowoplejstoceńskiego M. mariaclaudiae. Autorzy Illustrated Checklist of the Mammals of the World uznają ten takson za gatunek monotypowy.

### Etymologia
- Microtus: gr. μικρος mikros „mały”; ους ous, ωτος ōtos „ucho”[9].
- gerbii: dr Jean-Joseph Zéphirin Gerbe (1810–1890), francuski zoolog, embriolog porównawczy[10].

## Morfologia
Długość ciała (bez ogona) 92–108 mm, długość ogona 22–36,6 mm; masa ciała 17–32 g. Samice posiadają dwie pary sutek pachwinowych.

## Ekologia
Jest on spotykany od poziomu morza do 2000 m n.p.m. w Pirenejach. Na niżej położonych obszarach nornik pirenejski jest spotykany na pastwiskach i gruntach ornych, podczas gdy w górach zamieszkuje tereny trawiaste i skaliste skraje lasów. Preferuje tereny suche, o względnie niskich rocznych temperaturach (15–16 °C). Kopie nory, choć w mniejszym stopniu na terenach górskich.

## Populacja
Nornik pirenejski jest lokalnie liczy przynajmniej w części swojego zasięgu występowania, jego liczebność osiąga do 100 gryzoni na hektar. Najliczniejszy jest w zachodniej Francji. Nie są znane zagrożenia dla tego gatunku, występuje też w niektórych obszarach chronionych. Międzynarodowa Unia Ochrony Przyrody uznaje nornika pirenejskiego za gatunek najmniejszej troski.